# Општина Амозок (Пуебла)
Амозок (шп. Amozoc) општина је у Мексику у савезној држави Пуебла. Општина се налази на надморској висини од 2320 м.

## Становништво
Према подацима из 2010. у општини је живело 100964 становника.

### Хронологија
| Година       | 2000                  | 2005                  | 2010                   |
| ------------ | --------------------- | --------------------- | ---------------------- |
| Становништво | 64315 (31632 / 32683) | 78452 (38325 / 40127) | 100964 (49098 / 51866) |

### Попис
| \| \| м \| \| \| ж \| \| 0—2 \| 3.298 \| \| \| 3.228 \| \| 3—5 \| 3.687 \| \| \| 3.555 \| \| 6—11 \| 7.311 \| \| \| 7.056 \| \| 12—14 \| 3.311 \| \| \| 3.246 \| \| 15—17 \| 3.264 \| \| \| 3.236 \| \| 18—24 \| 6.642 \| \| \| 6.984 \| \| 60+ \| 2.574 \| \| \| 3.040 \| \| Просек : \| 25,8 \| \| \| 27,1 \| |       |  |  |       |
| |       |  |  |       |
| | м     |  |  | ж     |
| 0—2 | 3.298 |  |  | 3.228 |
| 3—5 | 3.687 |  |  | 3.555 |
| 6—11 | 7.311 |  |  | 7.056 |
| 12—14 | 3.311 |  |  | 3.246 |
| 15—17 | 3.264 |  |  | 3.236 |
| 18—24 | 6.642 |  |  | 6.984 |
| 60+ | 2.574 |  |  | 3.040 |
| Просек : | 25,8  |  |  | 27,1  |

| #   | Индикатор                                                                                        | Вредност |
| --- | ------------------------------------------------------------------------------------------------ | -------- |
| 1   | Становништво од 0 до 2 године                                                                    | 6526     |
| 2   | Мушко становништво од 0 до 2 године                                                              | 3298     |
| 3   | Женско становништво од 0 до 2 године                                                             | 3228     |
| 4   | Становништво са 3 и више година                                                                  | 94317    |
| 5   | Мушко становништво са 3 и више година                                                            | 45740    |
| 6   | Женско становништво са 3 и више година                                                           | 48577    |
| 7   | Становништво са 5 и више година                                                                  | 89468    |
| 8   | Мушко становништво са 5 и више година                                                            | 43284    |
| 9   | Женско становништво са 5 и више година                                                           | 46184    |
| 10  | Становништво са 12 и више година                                                                 | 72708    |
| 11  | Мушко становништво са 12 и више година                                                           | 34742    |
| 12  | Женско становништво са 12 и више година                                                          | 37966    |
| 13  | Становништво са 15 и више година                                                                 | 66151    |
| 14  | Мушко становништво са 15 и више година                                                           | 31431    |
| 15  | Женско становништво са 15 и више година                                                          | 34720    |
| 16  | Становништво са 18 и више година                                                                 | 59651    |
| 17  | Мушко становништво са 18 и више година                                                           | 28167    |
| 18  | Женско становништво са 18 и више година                                                          | 31484    |
| 19  | Становништво од 3 до 5 година                                                                    | 7242     |
| 20  | Мушко становништво од 3 до 5 година                                                              | 3687     |
| 21  | Женско становништво од 3 до 5 година                                                             | 3555     |
| 22  | Становништво од 6 до 11 година                                                                   | 14367    |
| 23  | Мушко становништво од 6 до 11 година                                                             | 7311     |
| 24  | Женско становништво од 6 до 11 година                                                            | 7056     |
| 25  | Становништво од 8 до 14 година                                                                   | 16121    |
| 26  | Мушко становништво од 8 до 14 година                                                             | 8218     |
| 27  | Женско становништво од 8 до 14 година                                                            | 7903     |
| 28  | Становништво од 12 до 14 година                                                                  | 6557     |
| 29  | Мушко становништво од 12 до 14 година                                                            | 3311     |
| 30  | Женско становништво од 12 до 14 година                                                           | 3246     |
| 31  | Становништво од 15 до 17 година                                                                  | 6500     |
| 32  | Мушко становништво од 15 до 17 година                                                            | 3264     |
| 33  | Женско становништво од 15 до 17 година                                                           | 3236     |
| 34  | Становништво од 18 до 24 године                                                                  | 13626    |
| 35  | Мушко становништво од 18 до 24 године                                                            | 6642     |
| 36  | Женско становништво од 18 до 24 године                                                           | 6984     |
| 37  | Женско становништво од 15 до 49 година                                                           | 28522    |
| 38  | Становништво са 60 и више година                                                                 | 5614     |
| 39  | Мушко становништво са 60 и више година                                                           | 2574     |
| 40  | Женско становништво са 60 и више година                                                          | 3040     |
| 41  | Однос између мушкараца и жена                                                                    | 94.66    |
| 42  | Становништво од нуле до 14 година                                                                | 34692    |
| 43  | Становништво од 15 до 64 године                                                                  | 62445    |
| 44  | Становништво од 65 година и више                                                                 | 3706     |
| 45  | Просечан број деце                                                                               | 2.35     |
| 46  | Становништво рођено у ентитету                                                                   | 91756    |
| 47  | Мушко становништво рођено у ентитету                                                             | 44810    |
| 48  | Женско становништво рођено у ентитету                                                            | 46946    |
| 49  | Становништво рођено у другом ентитету                                                            | 8698     |
| 50  | Мушко становништво рођено у другом ентитету                                                      | 4029     |
| 51  | Женско становништво рођено у другом ентитету                                                     | 4669     |
| 52  | Становништво од 5 година и више резидентно у ентитету у јуну 2005. године                        | 87377    |
| 53  | Мушко становништво старосног доба од 5 година и више, резидентно у ентитету у јуну 2005. године  | 42206    |
| 54  | Женско становништво старосног доба од 5 и више година, резидентно у ентитету у јуну 2005. године | 45171    |
| 55  | Становништво од 5 година и више које је живело у другом ентитету у јуну 2005. године             | 1293     |
| 56  | Мушко становништво старије од 5 година које је живело у другом ентитету у јуну 2005. године      | 647      |
| 57  | Женско становништво старије од 5 година које је живело у другом ентитету у јуну 2005. године     | 646      |
| 58  | Становништво од 3 године и више које говори аутохтони језик                                      | 1992     |
| 59  | Мушко становништво старо 3 године и више које говори аутохтони језик                             | 973      |
| 60  | Женско становништво старо 3 године и више које говори аутохтони језик                            | 1019     |
| 61  | Становништво од 3 године и више које говори аутохтони језик и не говори шпански језик            | 11       |
| 62  | Мушко становништво старо 3 године и више које говори аутохтони језик и не говори шпански         | 2        |
| 63  | Женско становништво старо 3 године и више које говори аутохтони језик и не говори шпански језик  | 9        |
| 64  | Становништво старо 3 године и више које говори аутохтони језик и шпански                         | 1771     |
| 65  | Мушко становништво старо 3 године и више које говори аутохтони језик и шпански                   | 870      |
| 66  | Женско становништво старо 3 године и више које говори аутохтони језик и шпански                  | 901      |
| 67  | Становништво од 5 година и више које говори аутохтони језик                                      | 1974     |
| 68  | Становништво од 5 година и више које говори аутохтони језик и не говори шпански језик            | 11       |
| 69  | Становништво од 5 година и више које говори аутохтони језик и говори шпански језик               | 1757     |
| 70  | Становништво у домородачким домаћинствима                                                        | 5487     |
| 71  | Становништво са ограничењима у активностима                                                      | 1951     |
| 72  | Становништво са ограниченим ходањем или кретањем, горе или доле                                  | 916      |
| 73  | Становници са ограничењима вида, чак и уз кориштење сочива                                       | 469      |
| 74  | Становништво са ограничењима говора, комуникације или конверзације                               | 242      |
| 75  | Становништво са ограниченим слухом                                                               | 218      |
| 76  | Становништво са ограничењима при одевању, купању или јелу                                        | 109      |
| 77  | Становништво са ограничењима у опажању или учењу једноставних ствари                             | 112      |
| 78  | Становништво са менталним ограничењима                                                           | 231      |
| 79  | Становништво без ограничења активности                                                           | 98229    |
| 80  | Становништво од 3 до 5 година које не похађа школу                                               | 2814     |
| 81  | Мушко становништво од 3 до 5 година које не похађа школу                                         | 1453     |
| 82  | Женско становништво од 3 до 5 година које не похађа школу                                        | 1361     |
| 83  | Становништво од 6 до 11 година које не похађа школу                                              | 651      |
| 84  | Мушко становништво од 6 до 11 година које не похађа школу                                        | 330      |
| 85  | Женско становништво од 6 до 11 година које не похађа школу                                       | 321      |
| 86  | Становништво од 12 до 14 година које не похађа школу                                             | 647      |
| 87  | Мушко становништво од 12 до 14 година које не похађа школу                                       | 313      |
| 88  | Женско становништво од 12 до 14 година које не похађа школу                                      | 334      |
| 89  | Становништво од 15 до 17 година похађа школу                                                     | 4372     |
| 90  | Мушко становништво од 15 до 17 година похађа школу                                               | 2168     |
| 91  | Женско становништво између 15 и 17 година живота у школи                                         | 2204     |
| 92  | Становништво од 18 до 24 године похађа школу                                                     | 3232     |
| 93  | Мушко становништво од 18 до 24 године похађа школу                                               | 1605     |
| 94  | Женско становништво од 18 до 24 године похађа школу                                              | 1627     |
| 95  | Становништво од 8 до 14 година које не може да чита и пише                                       | 550      |
| 96  | Мушко становништво старосног доба од 8 до 14 година које не може да чита и пише                  | 281      |
| 97  | Женско становништво старосног доби од 8 до 14 година које не може да чита и пише                 | 269      |
| 98  | Становништво од 15 година и више које је неписмено                                               | 4525     |
| 99  | Мушко становништво од 15 година и више које је неписмено                                         | 1440     |
| 100 | Женско становништво од 15 година и више које је неписмено                                        | 3085     |
| 101 | Становништво старо 15 и више година без школовања                                                | 5035     |
| 102 | Мушко становништво старо 15 и више година без школовања                                          | 1735     |
| 103 | Женско становништво старо 15 и више година без школовања                                         | 3300     |
| 104 | Становништво старосног доба 15 и више година са непотпуним основним образовањем                  | 8048     |
| 105 | Мушко становништво старосног доба од 15 година и више са непотпуном основним образовањем         | 3427     |
| 106 | Женско становништво старосног доба 15 и више година са непотпуном основним образовањем           | 4621     |
| 107 | Становништво старо 15 и више година са комплетним основним образовањем                           | 13355    |
| 108 | Мушко становништво старо 15 година и више са комплетним основним образовањем                     | 6186     |
| 109 | Женско становништво старо 15 и више година са комплетним основним образовањем                    | 7169     |
| 110 | Становништво старосног доба 15 и више година са непотпуним средњим образовањем                   | 3355     |
| 111 | Мушко становништво старосног доба од 15 година и више са непотпуним средњим образовањем          | 1817     |
| 112 | Женско становништво старосног доба од 15 година и више са непотпуним средњим образовањем         | 1538     |
| 113 | Становништво старо 15 и више година са пуним секундарном образовањем                             | 16484    |
| 114 | Мушко становништво старосног доба од 15 година и више са пуним секундарном образовањем           | 8410     |
| 115 | Женско становништво старосног доба од 15 година и више са пуним секундарном образовањем          | 8074     |
| 116 | Становништво старије од 18 година са постосновним образовањем                                    | 17491    |
| 117 | Мушко становништво старије од 18 година са постосновним образовањем                              | 8789     |
| 118 | Женско становништво старије од 18 година са постосновним образовањем                             | 8702     |
| 119 | Просечна оцена школовања                                                                         | 8.11     |
| 120 | Просечан ниво образовања мушке популације                                                        | 8.43     |
| 121 | Просечан ниво образовања женског становништва                                                    | 7.81     |
| 122 | Економски активно становништво                                                                   | 37652    |
| 123 | Економски активна мушка популација                                                               | 26234    |
| 124 | Економски активна женска популација                                                              | 11418    |
| 125 | Становништво које није економски активно                                                         | 34728    |
| 126 | Мушко становништво које није економски активно                                                   | 8344     |
| 127 | Женско становништво које није економски активно                                                  | 26384    |
| 128 | Запослено становништво                                                                           | 36177    |
| 129 | Запослено мушко становништво                                                                     | 25056    |
| 130 | Запослено женско становништво                                                                    | 11121    |
| 131 | Незапослена популација                                                                           | 1475     |
| 132 | Незапослена мушка популација                                                                     | 1178     |
| 133 | Незапослена женска популација                                                                    | 297      |
| 134 | Становништво без права на здравствене услуге                                                     | 49163    |
| 135 | Становништво које има право на здравствене услуге                                                | 51388    |
| 136 | Становништво које има право на ИМСС                                                              | 25652    |
| 137 | Становништво које има право на социјално осигурање                                               | 2724     |
| 138 | Становништво које има право на државно социјално осигурање                                       | 1712     |
| 139 | Становништво које има право на опште осигурање или здравствено осигурање за нову генерацију      | 18873    |
| 140 | Становништво које је било једном или није било у браку током 12 година и више                    | 25926    |
| 141 | Венчано или уједињено становништво од 12 година и више                                           | 40835    |
| 142 | Становништво које је било у браку или уједињено 12 година и више                                 | 5753     |
| 143 | Становништво са католичком религијом                                                             | 91416    |
| 144 | Протестанти, еванђелисти и библијски следбеници различити од еванђелиста                         | 5825     |
| 145 | Становништво са другим религијама различитим од претходних                                       | 127      |
| 146 | Становништво без религије                                                                        | 1178     |
| 147 | Укупно пописаних домаћинства                                                                     | 22478    |
| 148 | Пописна домаћинства на челу са мушкарцима                                                        | 17454    |
| 149 | Пописна домаћинства на челу са женама                                                            | 5024     |
| 150 | Становништво у пописним домаћинствима                                                            | 100839   |
| 151 | Становништво у пописним домаћинствима на челу са мушкарцима                                      | 80954    |
| 152 | Становништво у пописним домаћинствима на челу са женама                                          | 19885    |
| 153 | Укупно домаћинстава                                                                              | 27963    |
| 154 | Укупно насељених домаћинстава                                                                    | 22506    |
| 155 | Укупно приватних кућа                                                                            | 27935    |
| 156 | Насељени приватни домови                                                                         | 22478    |
| 157 | Укупно насељених приватних кућа                                                                  | 22501    |
| 158 | Ненасељене приватне куће                                                                         | 4248     |
| 159 | Појединачна домаћинства за привремену употребу                                                   | 1209     |
| 160 | Становници у насељеним приватним кућама                                                          | 100839   |
| 161 | Насељеност станара у приватним становима                                                         | 4.49     |
| 162 | Просечно становника по соби у приватним насељеним домаћинствима                                  | 1.29     |
| 163 | Појединачна домаћинства са подовима од различитих материјала од земље                            | 21109    |
| 164 | Појединачна домаћинства у приземљу                                                               | 1235     |
| 165 | Појединачна домаћинства са једном спаваћом собом                                                 | 9406     |
| 166 | Појединачна домаћинства са две спаваће собе и више                                               | 12944    |
| 167 | Појединачна домаћинства са једним собом                                                          | 2270     |
| 168 | Појединачна домаћинства са две собе                                                              | 4797     |
| 169 | Појединачна домаћинства са 3 собе и више                                                         | 15253    |
| 170 | Појединачна домаћинства која имају електрично светло                                             | 22070    |
| 171 | Појединачна домаћинства која немају електрично светло                                            | 277      |
| 172 | Појединачна домаћинства која имају водоводну воду у стамбеном простору                           | 15800    |
| 173 | Појединачна домаћинства која немају водоводну воду у стамбеном простору                          | 6537     |
| 174 | Појединачна домаћинства која имају тоалет                                                        | 21751    |
| 175 | Појединачна домаћинства која имају канализацију                                                  | 20985    |
| 176 | Појединачна домаћинства која немају канализацију                                                 | 1324     |
| 177 | Појединачна домаћинства која имају електрично светло, довод воде из јавне мреже и канализацију   | 15321    |
| 178 | Појединачна домаћинства без икаквих услова                                                       | 286      |
| 179 | Појединачна домаћинства која имају радио                                                         | 19361    |
| 180 | Појединачна домаћинства која имају телевизор                                                     | 21448    |
| 181 | Појединачна домаћинства која имају фрижидер                                                      | 15345    |
| 182 | Појединачна домаћинства која имају машину за веш                                                 | 12352    |
| 183 | Појединачна домаћинства која имају аутомобил или комби                                           | 6923     |
| 184 | Појединачна домаћинства која имају рачунар                                                       | 4008     |
| 185 | Појединачна домаћинства која имају фиксну телефонску линију                                      | 8136     |
| 186 | Појединачна домаћинства која имају мобилни телефон                                               | 14301    |
| 187 | Појединачна домаћинства која имају приступ интернету                                             | 2558     |